# Bernsdorf (Landkreis Zwickau)
Bernsdorf ist eine Gemeinde im Landkreis Zwickau. Sie ist Teil der Verwaltungsgemeinschaft Rund um den Auersberg mit Sitz in Lichtenstein. Der namensgebende Ort führt seine Entstehung auf das Jahr 1286 zurück.

## Geografie

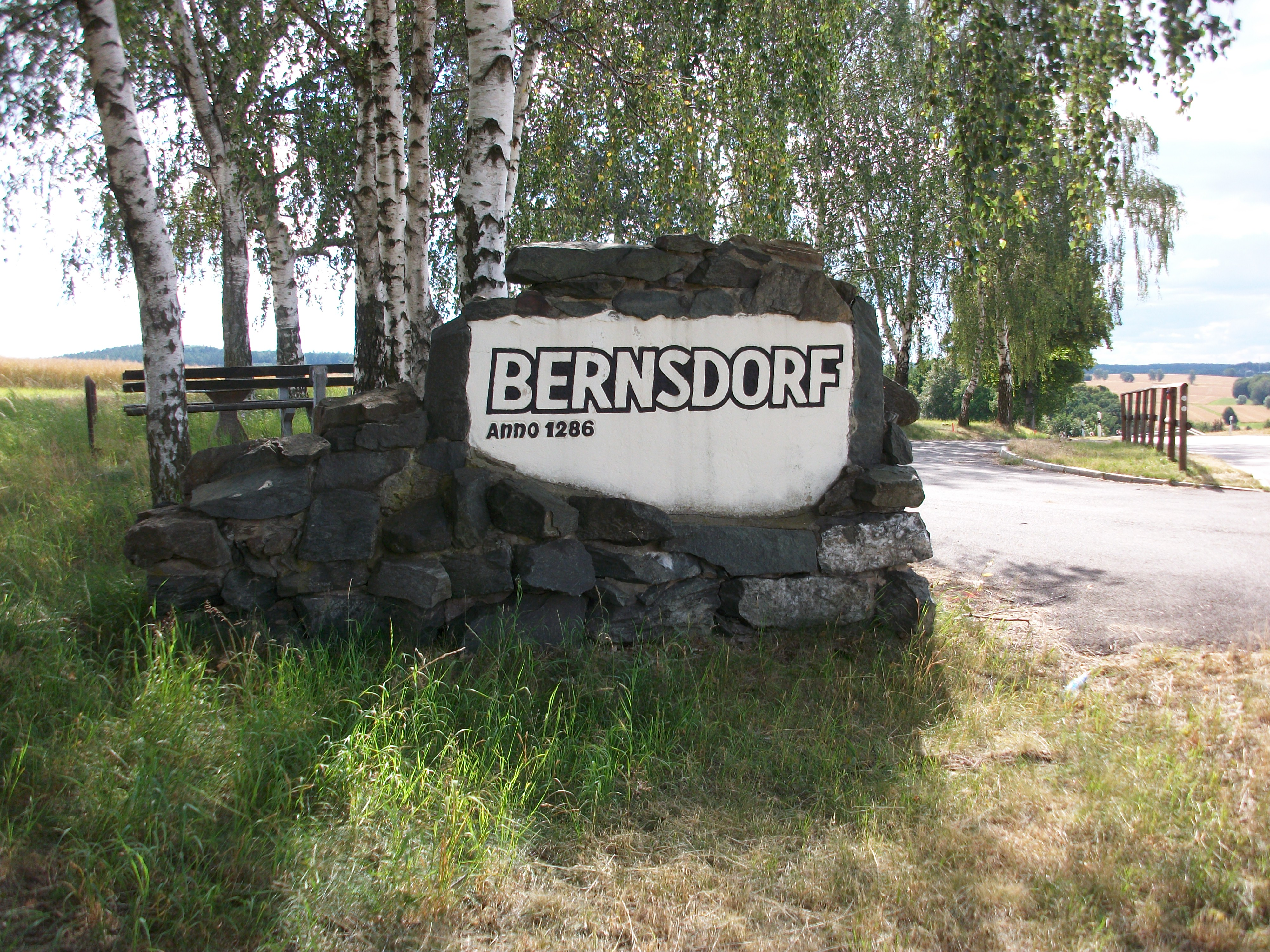
Begrüßungsstein Bernsdorf (Landkreis Zwickau)

### Lage
Die Gemeinde Bernsdorf befindet sich im Erzgebirgsvorland, das im Gemeindegebiet Höhen von 300 m erreicht. Bernsdorf liegt zwischen Lichtenstein im Westen und Oberlungwitz im Osten sowie ca. 14 km östlich der Kreisstadt Zwickau. Die Ortsteile Hermsdorf und Rüsdorf befinden sich im Tal des Lungwitzbachs, der Hauptort Bernsdorf im Seitental des Bernsdorfer Bachs.

### Nachbargemeinden und - orte
| Gemeinde St. Egidien im Landkreis Zwickau |                                             | Stadt Hohenstein-Ernstthal im Landkreis Zwickau |
|                                           | Kompassrose, die auf Nachbargemeinden zeigt | Stadt Oberlungwitz im Landkreis Zwickau         |
| Stadt Lichtenstein im Landkreis Zwickau   | Gemeinde Hohndorf im Erzgebirgskreis        | Gemeinde Gersdorf im Landkreis Zwickau          |

### Gemeindegliederung
Zur Gemeinde gehören die Ortsteile Bernsdorf, Hermsdorf und Rüsdorf.

## Geschichte

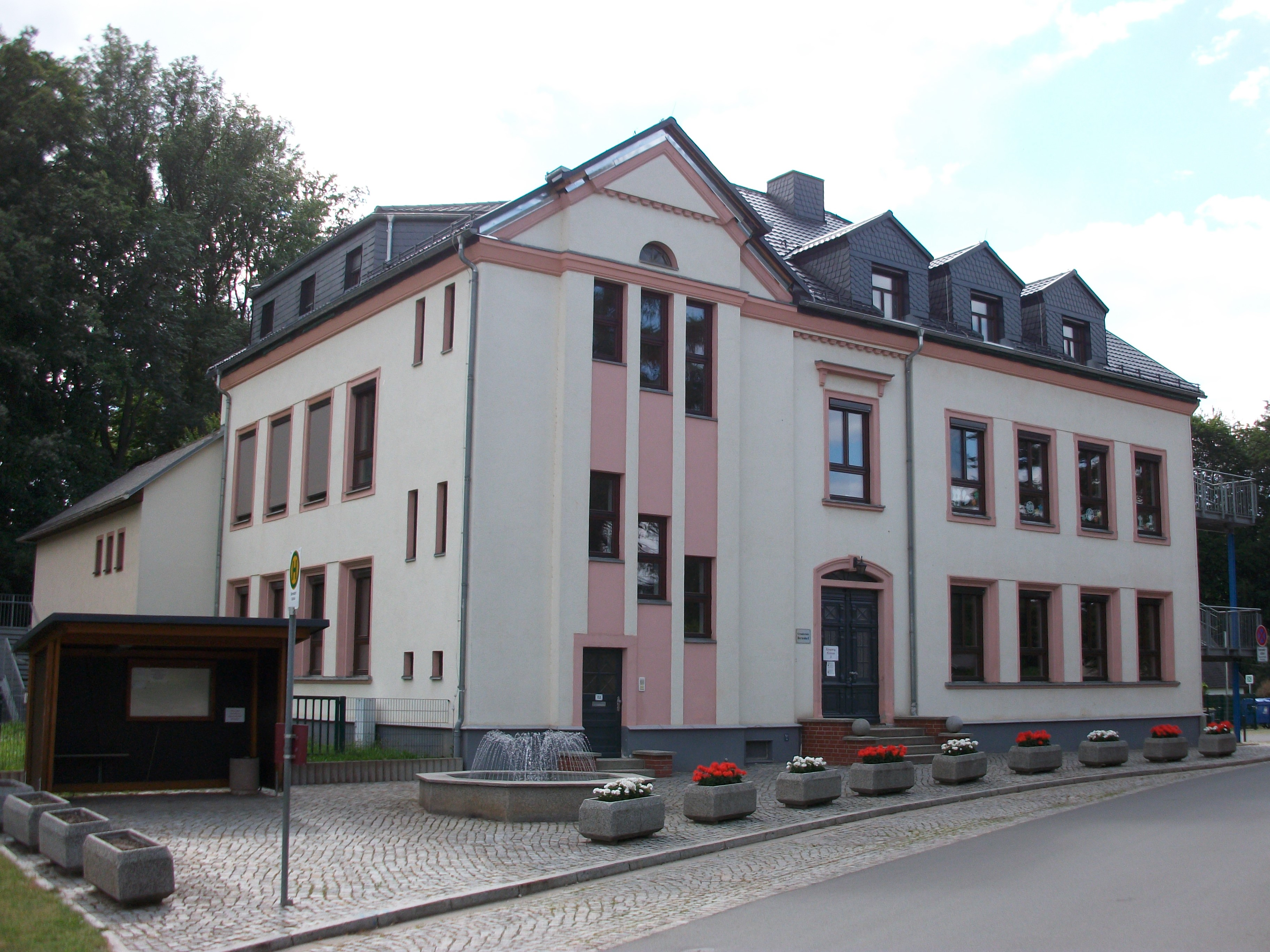
Grundschule Bernsdorf (Landkreis Zwickau)

Das Waldhufendorf Bernsdorf wurde vermutlich in der zweiten Hälfte des 12. Jahrhunderts gegründet. Der Ort wurde jedoch erst im Fragment der Naumburger Bistumsmatrikel, die unmittelbar nach 1470 entstand, als Bernstorf erwähnt. In der Heimatgeschichtsforschung ist jedoch die Angabe verbreitet, dass diese Matrikel bereits 1286 entstand und daher wird dieses Jahreszahl fälschlich als Ersterwähnungsjahr angegeben. Der Name des Ortes soll sich von Dorf eines Berno ableiten. Im 15. Jahrhundert fielen die Hussiten in Bernsdorf ein, im Jahr 1613 forderte die Pest unter den Einwohnern zahlreiche Todesopfer. Der Dreißigjährige Krieg kostete zusätzliche Menschenleben und vernichtete weitere Häuser. Im Jahr 1656 findet sich ein Bericht über Hexenverfolgung in Bernsdorf: Der Gärtner Johann Schulze geriet in einen Hexenprozess.
Bezüglich der Grundherrschaft gehörte Bernsdorf als Amtsdorf zur schönburgischen Herrschaft Lichtenstein. Die Bauern des Ortes beteiligten sich 1661 am Aufstand gegen die Fron der Schönburgischen Herrschaft in Lichtenstein und wurden vernichtend geschlagen. Der Siebenjährige Krieg und anschließende Unwetter und Hungersnöte bedrohten wiederum die Bernsdorfer.  Mehrere berühmte Persönlichkeiten wie E. T. A. Hoffmann, Heinrich von Kleist und König Anton der Gütige von Sachsen reisten im 18. und 19. Jahrhundert durch Bernsdorf.
Nachdem auf dem Gebiet der Rezessherrschaften Schönburg im Jahr 1878 eine Verwaltungsreform durchgeführt wurde, kam Bernsdorf im Jahr 1880 zur neu gegründeten sächsischen Amtshauptmannschaft Glauchau. Zwischen 1902 und 1918 wurde Bernsdorf komplett an die Elektroversorgung angeschlossen und hat seitdem elektrische Straßenbeleuchtung. Nach dem Ersten Weltkrieg benötigte die Dorfverwaltung ein eigenes Rathaus, wozu die frühere Kirchenschule ausgebaut wurde. Seit 1928 besteht im gesamten Ort Anschluss an eine öffentliche Trinkwasserversorgung. In der NS-Zeit erfolgte am 1. Juni 1936 ein Zusammenschluss von Rüsdorf und Bernsdorf. Gegen Ende dieser Zeit, als der Zweite Weltkrieg nach Deutschland zurückgekommen war, führten im Frühjahr 1945 Häftlingstodesmärsche durch Bernsdorf und Rüsdorf. Am 18. April erreichten amerikanische Truppen Bernsdorf und zogen kampflos ein. Aufgrund der vorher zwischen den Alliierten vereinbarten Besatzungszonen erfolgte am 14. Juni 1945 der Austausch der Amerikaner gegen die Truppen der Roten Armee.
Durch die zweite Kreisreform in der DDR kam die Gemeinde Bernsdorf mit Rüsdorf im Jahr 1952 zum Kreis Hohenstein-Ernstthal im Bezirk Chemnitz (1953 in Bezirk Karl-Marx-Stadt umbenannt). In der DDR-Zeit entwickelte sich in Bernsdorf ein kulturelles Leben. Zunächst gründete sich ein Pionierorchester (heute als Jugendblasorchester geführt), 1986 wurde eine Freilichtbühne eingeweiht. Als touristisches Highlight stellte die Bezirksverwaltung anlässlich der 700-Jahr-Feier – als Basis dieses Jubiläums diente das Jahr 1286 – ein ausrangiertes Flugzeug vom Typ TU 134 zur Besichtigung bereit.
Die Neubildung der Bundesländer nach der Wende hatte auch zur Folge, dass Verwaltungsänderungen durchgesetzt werden mussten. Ab 1990 gehörte die Gemeinde Bernsdorf zum sächsischen Landkreis Hohenstein-Ernstthal, der 1994 im Landkreis Chemnitzer Land bzw. 2008 im Landkreis Zwickau aufging. Am 1. August 1994 wurde  Hermsdorf nach Bernsdorf eingemeindet. Zwei verheerende Hochwasserkatastrophen trafen die Gemeinde mit ihren Ortsteilen in den Jahren 2002 und 2004, Brücken und Straßen wurden dabei stark geschädigt. Bernsdorf beging im Jahr 2011 sein 725-jähriges Bestehen mit etlichen Festaktivitäten.

### Geschichte der Dorfkirche

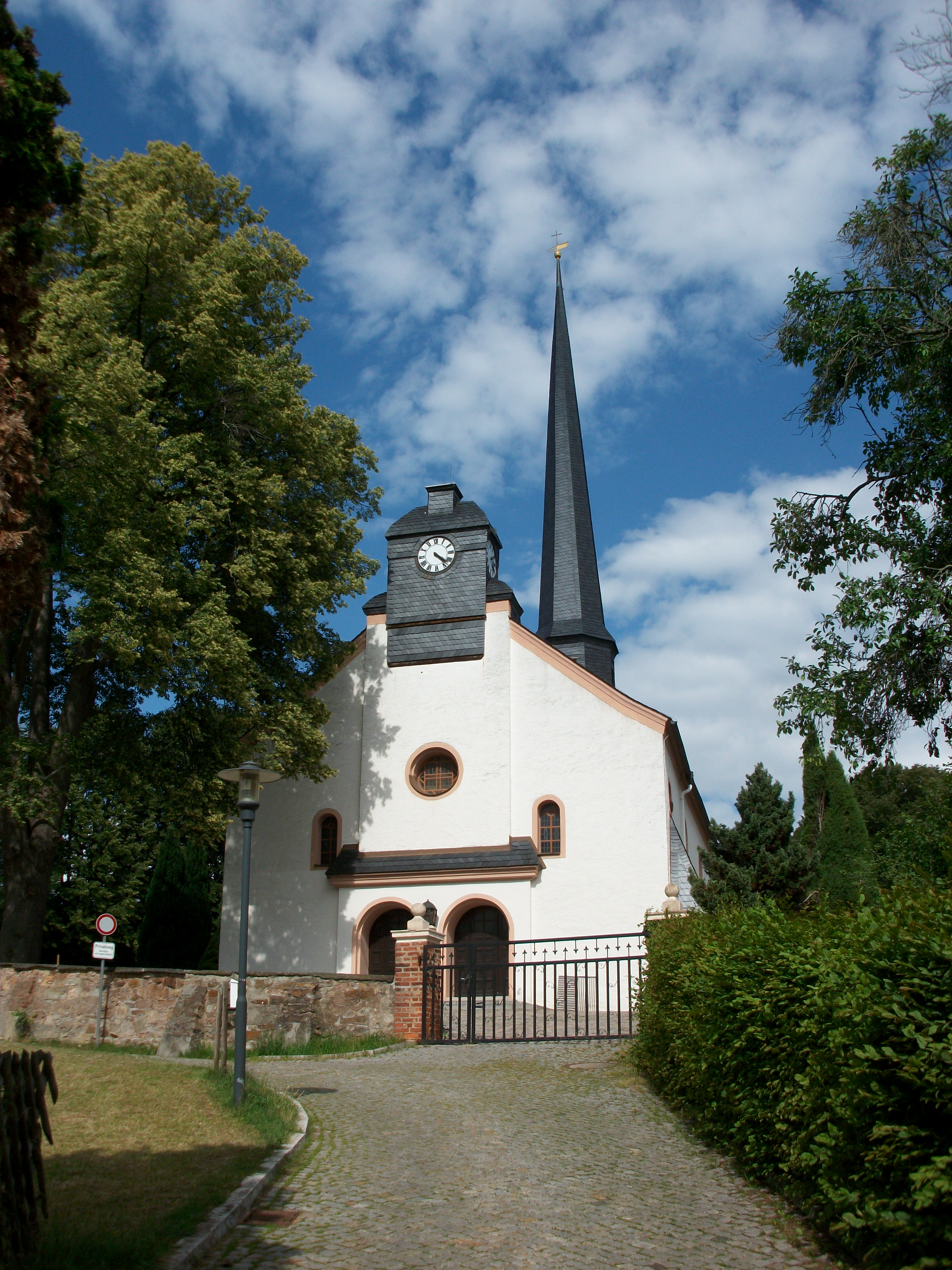
Kirche Bernsdorf (Landkreis Zwickau)

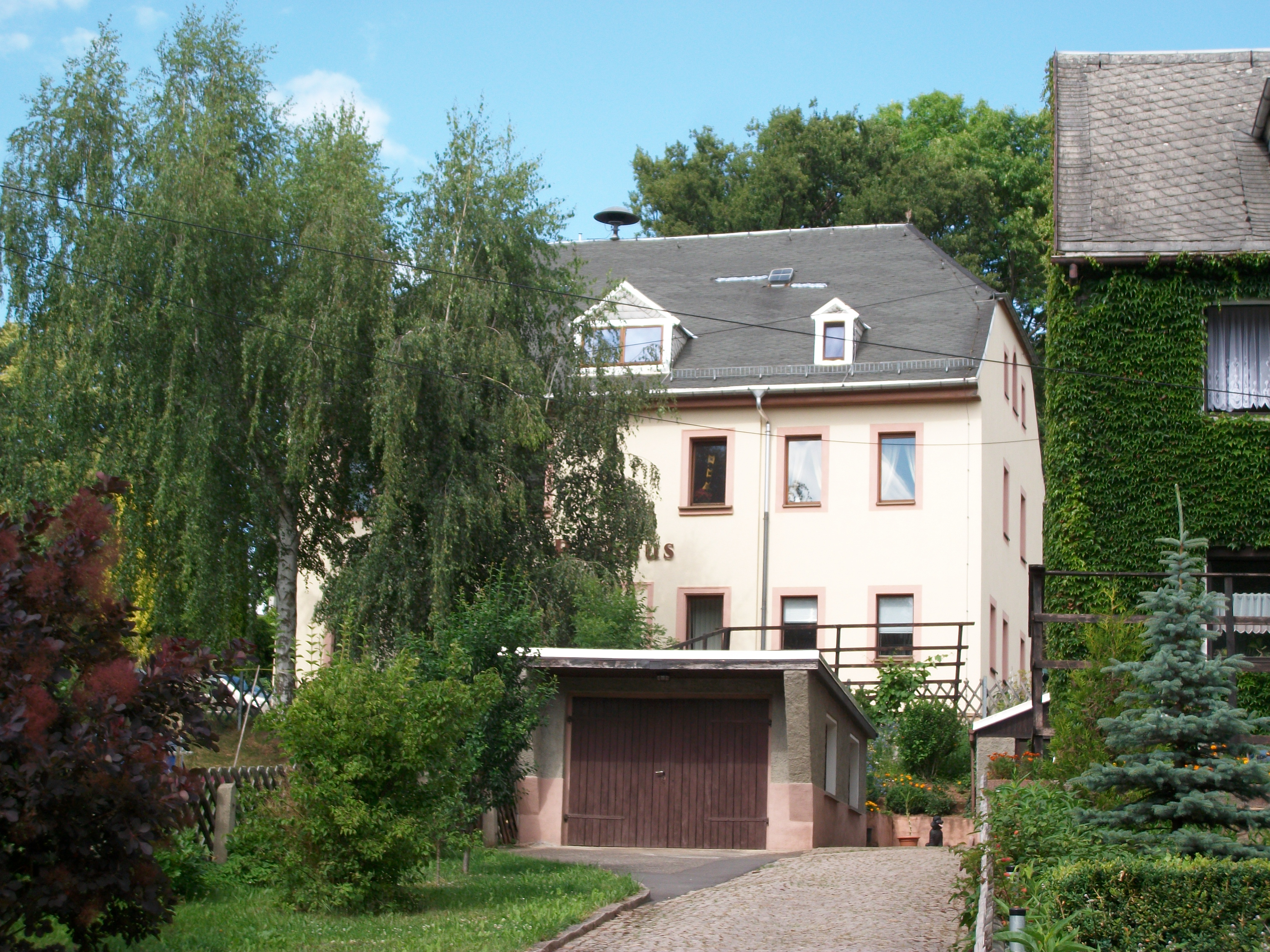
Rathaus Bernsdorf (Landkreis Zwickau)

Über die Entstehungsgeschichte der unter fürstlicher Patronatsherrschaft von Schönburg-Waldenburg gestandenen Kirche liegen so gut wie keine Informationen vor. Sie steht in der Mitte des Ortes, auf einer Anhöhe. Ihr spitzer Turm ist 46 m hoch. Nach der Konstruktion ihrer einzelnen Teile wird die Bauausführung in das Mittelalter datiert. Die Reformation wurde in Bernsdorf im Jahr 1542 eingeführt. Die Kirche verfügt über drei Läuteglocken, die im Turm übereinander aufgehängt sind und eine zur Uhr gehörende Schlagglocke.
Die große Glocke stammt aus dem Jahr 1521. Ihr Guss erfolgte in der Freiberger Werkstatt des Glocken- und Geschützgießers Martin Hilliger (1484–1544). Die mittlere Glocke hat ihren Ursprung in der Zeit um 1400 und gilt als Donner- und Sturmglocke. Sie musste 1941 umgegossen werden, da 1941 ein Riss über die gesamte Glocke lief. Den Umguss führte die Firma Franz Schilling und Söhne aus Apolda aus. Parallel dazu erfolgte der Neuguss einer kleinen Lautglocke. Sie wurde vom ortsansässigen Fabrikanten Horst Pfotenhauer derselben Firma privat in Auftrag gegeben. Dies geschah, weil die kleine Glocke aus dem Jahr 1817, gegossen von Johann Gottlieb Hellmuth aus Zwickau, am 10. Dezember 1941, im Auftrag der Reichsstelle für Metalle in Berlin zum Versand in die Schmelzhütte kam. Wie durch ein Wunder blieb sie von der Einschmelzung verschont und wurde 1949 im Glockenlager bei Hamburg wiedergefunden. Am ersten Weihnachtsfeiertag 1949 feierte die Kirchgemeinde mit dem gesamten Ort ihre Rückkehr. Da nun besagter Fabrikant in der Zwischenzeit eine neue Läuteglocke hatte gießen lassen, fand die heimgekehrte Glocke in der Nähe der Uhr einen neuen Platz und dient bis heute als Schlagglocke. Alle Glocken wurden aus Bronze gegossen.
Zwei Kostbarkeiten befinden sich innerhalb der Kirche. Zum einen der Altar mit der Darstellung des heiligen Abendmahls. Es handelt sich hierbei um eine wertvolle Holzbildhauerarbeit, angefertigt von Christian Spohr aus Lößnitz. Eine weitere Kostbarkeit ist ein lebensgroßes Kruzifix vom bedeutendsten spätgotischen Bildschnitzer Sachsens, Peter Breuer (1472/73-1541). Diese Arbeit wird datiert aus der Zeit um 1520. Eine erste Orgel existierte seit 1743. Über einhundert Jahre später, im Jahr 1856, erhielt der Orgelbauer Jehmlich aus Zwickau den Auftrag, eine komplette neue Orgel zu bauen. Die Fertigstellung erfolgte im Jahr 1859. Eine Generalüberholung begann am 2. Januar 1995 durch die Firma Eule Orgelbau in Bautzen und endete mit der Wiedereinweihung am 10. Dezember (1. Advent) 1995.

### Einwohnerentwicklung
Am 3. Oktober 1990 zählte Bernsdorf 2474 Einwohner. Folgende Einwohnerzahlen beziehen sich auf den 31. Dezember des voranstehenden Jahres:
| 1998 bis 2002 - 1998: 2643 - 1999: 2618 - 2000: 2654 - 2001: 2621 - 2002: 2593 | 2003 bis 2007 - 2003: 2594 - 2004: 2564 - 2005: 2544 - 2006: 2536 - 2007: 2505 | ab 2008 - 2008: 2479 - 2012: 2340 - 2013: 2292 |

Quelle: Statistisches Landesamt des Freistaates Sachsen

## Politik

### Gemeinderat
Seit der Gemeinderatswahl am 9. Juni 2024 verteilen sich die 13 Sitze des Gemeinderates folgendermaßen auf die einzelnen Gruppierungen:
- CDU: 6 Sitze
- AfD: 3 Sitze
- FDP: 2 Sitze
- Kommunale Wählervereinigung Freundeskreis Jugendblasorchester Bernsdorf (KWV JB): 2 Sitze

| Gemeinderat ab 2024Insgesamt 13 Sitze - KWV JBO: 2 - FDP: 2 - CDU: 6 - AfD: 3 | Wahlvorschlag                                                           | 2024   | 2024   | 2019   | 2019   | 2014   | 2014   |
| Gemeinderat ab 2024Insgesamt 13 Sitze - KWV JBO: 2 - FDP: 2 - CDU: 6 - AfD: 3 | Wahlvorschlag                                                           | Sitze  | in %   | Sitze  | in %   | Sitze  | in %   |
| Gemeinderat ab 2024Insgesamt 13 Sitze - KWV JBO: 2 - FDP: 2 - CDU: 6 - AfD: 3 | CDU                                                                     | 6      | 41,5   | 7      | 47,6   | 9      | 62,6   |
| Gemeinderat ab 2024Insgesamt 13 Sitze - KWV JBO: 2 - FDP: 2 - CDU: 6 - AfD: 3 | AfD                                                                     | 3      | 26,5   | 1      | 17,0   | –      | –      |
| Gemeinderat ab 2024Insgesamt 13 Sitze - KWV JBO: 2 - FDP: 2 - CDU: 6 - AfD: 3 | Kommunale Wählervereinigung Freundeskreis Jugendblasorchester Bernsdorf | 2      | 17,8   | 2      | 14,2   | 2      | 17,5   |
| Gemeinderat ab 2024Insgesamt 13 Sitze - KWV JBO: 2 - FDP: 2 - CDU: 6 - AfD: 3 | FDP                                                                     | 2      | 14,2   | 3      | 21,2   | 3      | 19,9   |
| Gemeinderat ab 2024Insgesamt 13 Sitze - KWV JBO: 2 - FDP: 2 - CDU: 6 - AfD: 3 | Wahlbeteiligung                                                         | 76,9 % | 76,9 % | 70,1 % | 70,1 % | 56,8 % | 56,8 % |

### Bürgermeister
Das Amt der Bürgermeisterin hatte seit 2012 Roswitha Müller (FDP) inne. Bei der Wahl 2025 wurde die Juristin Elisabeth Rips-Plath (CDU) gegen einen Mitbewerber gewählt.
| Wahl | Bürgermeister        | Vorschlag | Wahlergebnis (in %) |
| ---- | -------------------- | --------- | ------------------- |
| 2025 | Elisabeth Rips-Plath | CDU       | 71,9                |
| 2019 | Roswitha Müller      | FDP       | 98,0                |
| 2012 | Roswitha Müller      | FDP       | 97,6                |
| 2005 | Uwe Bergmann         | CDU       | 98,6                |
| 2001 | Eckhard Bigl         | CDU       | 94,7                |
| 1994 | Eckhard Bigl         | CDU       | 95,8                |

## Bauwerke
- Dorfkirche
- Rathaus

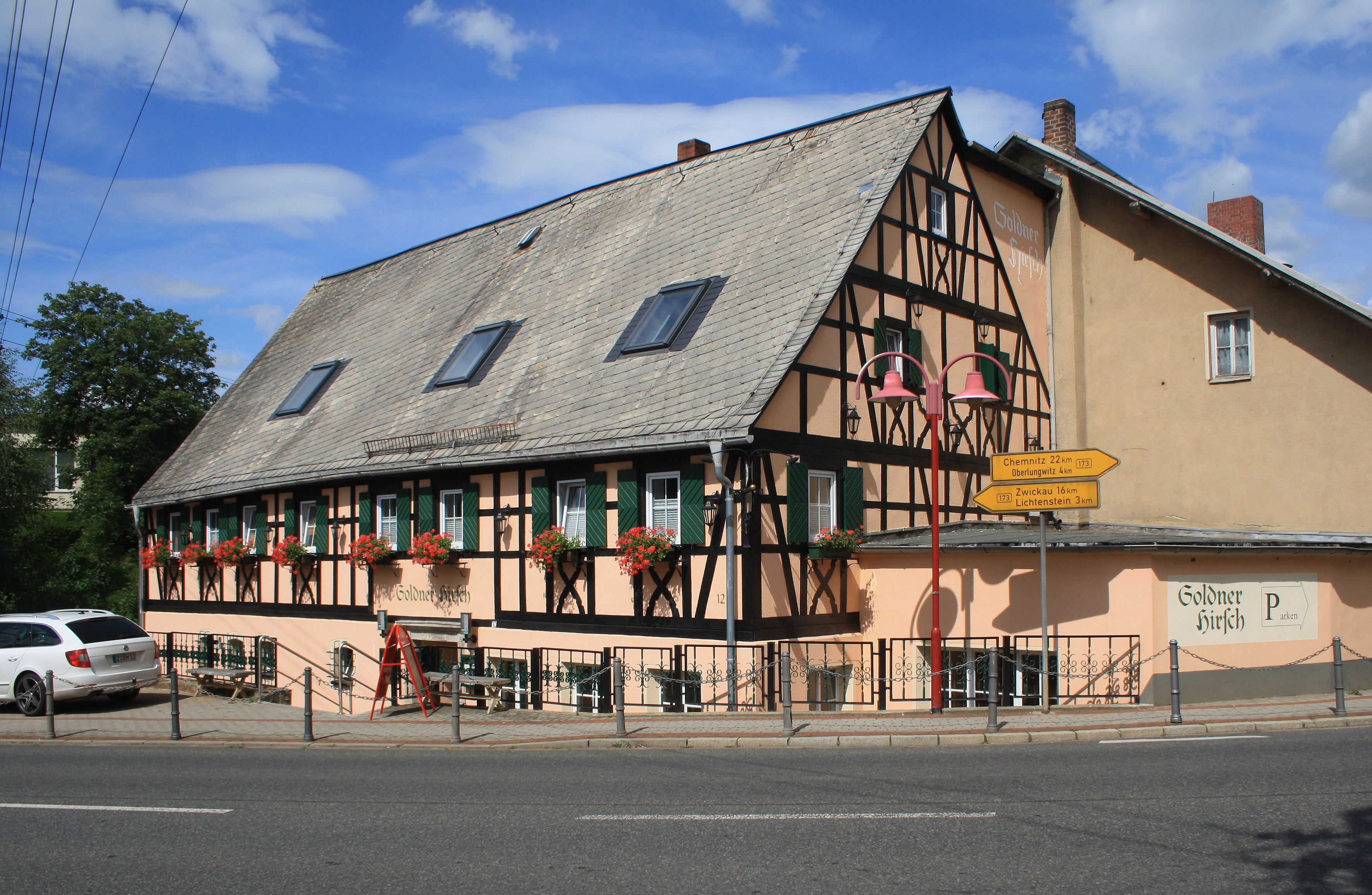
Gut erhaltenes und restauriertes
Fachwerkhaus in Bernsdorf

- Gebäude der ehemaligen Strumpffabrik (1923) an der Dresdner Straße

## Verkehr
Die Bundesstraße 173 durchquert Bernsdorf in Ost-West-Richtung. Die Bundesstraße 180 bildet die nordwestliche Grenze des Gemeindegebiets und führt von der Anschlussstelle Hohenstein-Ernstthal der A 4 zur A 72 mit der Anschlussstelle Stollberg-West.
Die nächstgelegenen Bahnhöfe sind Hohenstein-Ernstthal und St. Egidien an der Bahnstrecke Dresden–Werdau sowie Lichtenstein (Sachsen) an der Bahnstrecke Stollberg–St. Egidien.

## Söhne und Töchter der Gemeinde
- Christian Gottlieb Schmidt (1755–1827), evangelischer Pfarrer und Autor
- Otto Delitsch (1821–1882), Theologe, Geograf
- Wilhelm Bahner (1854–1919), Unternehmer in Hermsdorf (Fa. Wilhelm Friedrich Bahner) und konservativer Politiker, MdL
- Max Ernst Opitz (1890–1982), Kommunalpolitiker (SED), 1949–1951 Oberbürgermeister von Leipzig
- Gottfried Klimbt (1935–2016), Leichtathlet
- Volker Bigl (1942–2005), Mediziner und Hirnforscher, Träger des Bundesverdienstkreuzes 1. Klasse des Verdienstordens der Bundesrepublik Deutschland

## Kultur und Sehenswürdigkeiten
- Liste der Kulturdenkmale in Bernsdorf

### Naturschutz
- Siehe auch: Liste der Naturdenkmale in Bernsdorf (Landkreis Zwickau)